# Martine Joly
Martine Joly, née le 2 mars 1943 à Vichy et morte le 11 janvier 2016 à Bordeaux, est une professeure d'université française. 

## Parcours
Professeure honoraire à l’université Michel de Montaigne-Bordeaux 3 où elle est enseignante-chercheuse de 1985 à 2003, après quinze années d’enseignement dans le second degré, elle participe à des groupes de recherches pédagogiques avec le CRDP de Bordeaux.
Docteure HDR en sciences de l'information et de la communication, sémiologie de l'image et du film, Martine Joly est directrice de l’IUP ISIC de 1998 à 2003. De plus elle a fondé et dirigé de 1996 à 2003 l'équipe de recherche IMAGINES (Image/histoire/sociétés), regroupant des chercheurs travaillant de manière transversale sur les représentations visuelles sous toutes leurs formes, sur leur contexte d’apparition et sur leur environnement d’interprétation.
Invitée dans de nombreux pays européens et non européens (Allemagne, Angleterre, Brésil, Canada, Corée, Cuba, Espagne, Grèce, Italie, Liban, Maroc, Pays Bas, Portugal, Suisse, États-Unis), elle a participé à de nombreux colloques  ou séminaires comme à la mise en place de plusieurs formations à l’image et en particulier au Maroc, de 1989 à 2009 avec les facultés Hassan II (Casablanca), Mohamed V (Rabat), Cadi Ayyad (Marrakech), Ibn Zhor (Agadir). De 2006 à 2009 elle a été nommée « expert », pour la coopération, auprès de la Région Aquitaine pour la fondation de la faculté polydisciplinaire de Ouarzazate et la création des filières « Production audio-visuelle et cinématographique » et « Techniques de l’image et du son ». Elle a été invitée comme Visiting profesor à l’Université de Manchester de janvier à mai 2008.[réf. nécessaire]
Elle a organisé plusieurs colloques internationaux dont « Image et mémoire » (Bordeaux-Rabat 1997),  « Images et sensorialité » Bordeaux 2003, et « l'interculturel et la formation à l'image » FPO Ouarzazate 2009.
Elle fut ensuite professeur émérite de l’université Bordeaux Montaigne, et ce jusqu'à son décès.

## Thèmes de recherche
Ses travaux sont essentiellement centrés sur l'analyse de l'image,, l'approche sémiologique de l'image,et l'interprétation de l'image.

## Publications
Elle a publié de nombreux articles dans des revues nationales et internationales, ainsi que plusieurs livres dont certains sont traduits en dix langues :
- Introduction à l’analyse de l’image[4], Paris, Nathan, col. 128, 1994. 2° éd. Armand Colin 2009, 3° édition Armand Colin 2015
- L’image et les signes : approche sémiologique de l’image fixe[8], Paris, Nathan, col. Fac, 1994, 2° éd. Armand Colin 2011
- L’image et son interprétation[7], col. cinéma, Paris, Nathan-Armand Colin, 2002[6].

Elle a participé à plusieurs ouvrages collectifs, dont :
- le Dictionnaire de l'image, Vuibert, 2006, 2° éd. 2008,
- Modern French theory, a critical reader (ed. Nigel Saint &Andy Stafford), Manchester University Press 2013.

Le 23 février 2015, le journal Libération a publié dans la rubrique  « Rebonds » un texte de Martine Joly concernant les attentats de janvier 2015, intitulé: « Ceci n’est pas le Prophète » . 
Et un ouvrage pour la jeunesse :
- Un soleil de crocodile, Flammarion-Père castor, col. Castor poche, 1989[10].

## Distinctions et récompenses
- Chevalier de l'Ordre des Palmes académiques.